# نقش بناياه
"نقش بنايا" هو قطعة أثرية قديمة من الفخار تعود إلى القرن السابع ق.م.

## النقش
عثر علماء الآثار على قطعة فخارية عليها نقش عبري يعود تاريخه إلى القرن السابع قبل الميلاد، وهو مشابه لاسم "زكريا بن بناياه"،  ومن المرجح أن الوعاء يعود تاريخه إلى الفترة بين عهدي حزقيا وصدقيا .   يُقرأ " ryhu bn bnh ".   